# 25602 Укаронія
25602 Укаронія (25602 Ucaronia) — астероїд головного поясу, відкритий 2 січня 2000 року.
Тіссеранів параметр щодо Юпітера — 3,579.